# Lekkoatletyka na Letnich Igrzyskach Olimpijskich 1976 – dziesięciobój mężczyzn
Dziesięciobój mężczyzn podczas XXI Letnich Igrzysk Olimpijskich w Montrealu rozegrano 29 i 30 lipca 1976 na Stadionie Olimpijskim w Montrealu. Zwyciężczynią została Caitlyn Jenner ze Stanów Zjednoczonych, znana wówczas jaka Bruce Jenner, która ustanowiła rekord świata rezultatem 8618 punktów.

## Rekordy

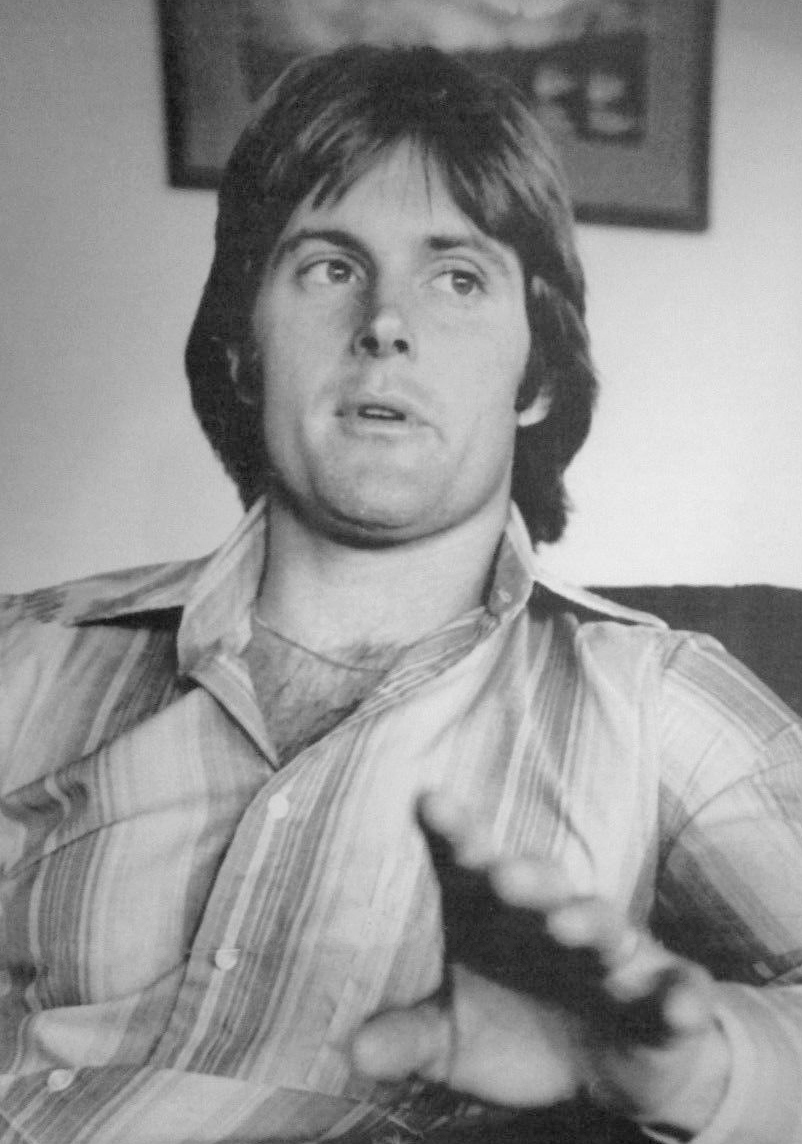
Bruce Jenner

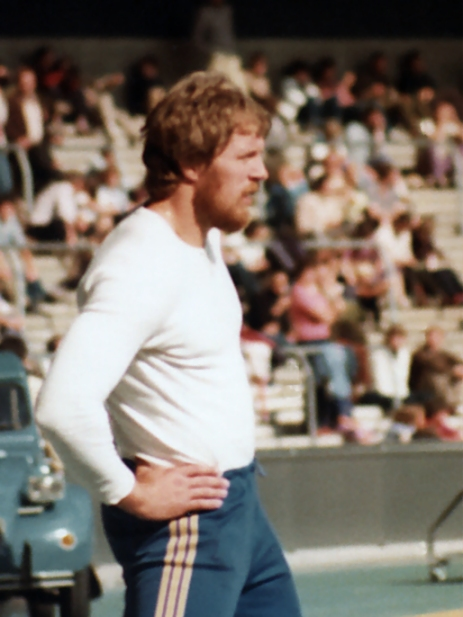
Guido Kratschmer

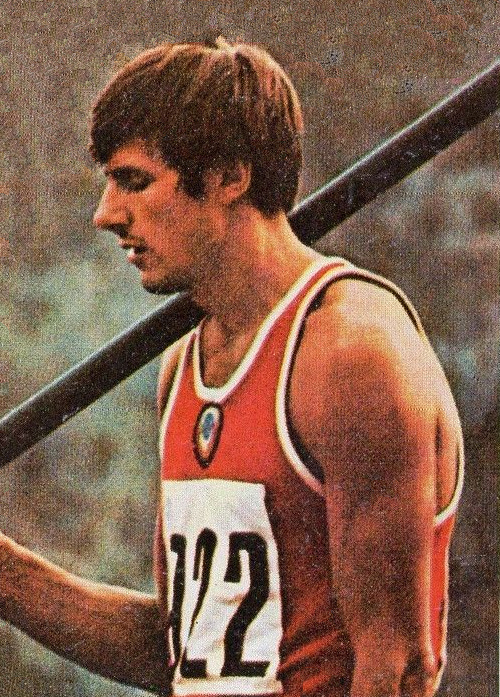
Mykoła Awiłow

|                   | Zawodnik      | Narodowość        | Wynik       | Data                 | Miejsce   |
| ----------------- | ------------- | ----------------- | ----------- | -------------------- | --------- |
| Rekord świata     | Bruce Jenner  | Stany Zjednoczone | 8538 (8465) | 26 czerwca 1976(dts) | Eugene    |
| Rekord olimpijski | Mykoła Awiłow | ZSRR              | 8454 (8466) | 8 września 1972(dts) | Monachium |

## Wyniki
| Poz. - pozycja |
| – rekord świata \| – rekord krajowy \| – rekord życiowy \| = – wyrównany rekord życiowy \| · – najlepszy wynik w sezonie \| = – wyrównany najlepszy wynik w sezonie \| – rekord olimpijski |
| DNF – nie ukończył \| DNS – nie wystartował \| DSQ – zdyskwalifikowany \| NM – Brak zaliczonej wysokości                                                                                   |

| Poz. | Zawodnik              | Punkty        | 100     | W dal  | Kula    | Wzwyż  | 400     | 110 ppł | Dysk    | Tyczka | Oszczep | 1500    |
| ---- | --------------------- | ------------- | ------- | ------ | ------- | ------ | ------- | ------- | ------- | ------ | ------- | ------- |
| 1    | Bruce Jenner          | 8618 (8634)   | 10,94 s | 7,22 m | 15,35 m | 2,03 m | 47,51 s | 14,84 s | 50,04 m | 4,80 m | 68,52 m | 4:12,61 |
| 2    | Guido Kratschmer      | 8411 · (8407) | 10,66 s | 7,39 m | 14,74 m | 2,03 m | 48,19 s | 14,58 s | 45,70 m | 4,60 m | 66,32 m | 4:29,09 |
| 3    | Mykoła Awiłow         | 8369 (8378)   | 11,23 s | 7,52 m | 14,81 m | 2,14 m | 48,16 s | 14,20 s | 45,60 m | 4,45 m | 62,28 m | 4:26,26 |
| 4    | Raimo Pihl            | 8218 · (8217) | 10,93 s | 6,99 m | 15,55 m | 2,00 m | 47,97 s | 15,81 s | 44,30 m | 4,40 m | 77,34 m | 4:28,76 |
| 5    | Ryszard Skowronek     | 8113 (8099)   | 11,02 s | 7,26 m | 13,74 m | 1,91 m | 47,91 s | 14,75 s | 45,34 m | 4,80 m | 62,22 m | 4:29,89 |
| 6    | Siegfried Stark       | 8048 (8051)   | 11,35 s | 6,98 m | 15,08 m | 1,91 m | 49,14 s | 15,65 s | 45,48 m | 4,65 m | 74,18 m | 4:24,93 |
| 7    | Łeonid Łytwynenko     | 8025 (7963)   | 11,12 s | 6,92 m | 14,20 m | 1,91 m | 48,44 s | 14,71 s | 46,26 m | 4,60 m | 53,66 m | 4:11,41 |
| 8    | Lennart Hedmark       | 7974 (8002)   | 11,36 s | 7,02 m | 15,00 m | 1,91 m | 48,80 s | 14,79 s | 46,42 m | 4,30 m | 78,58 m | 4:44,28 |
| 9    | Aleksandr Griebieniuk | 7803 (7759)   | 11,10 s | 6,53 m | 14,69 m | 1,97 m | 49,21 s | 15,05 s | 47,16 m | 4,00 m | 68,42 m | 4:39,62 |
| 10.  | Claus Marek           | 7767 (7683)   | 10,81 s | 7,23 m | 13,42 m | 1,91 m | 47,12 s | 15,19 s | 38,40 m | 4,30 m | 52,32 m | 4:27,84 |
| 11.  | Johannes Lahti        | 7711 (7650)   | 10,89 s | 7,28 m | 13,66 m | 2,00 m | 49,34 s | 15,31 s | 38,52 m | 4,20 m | 61,72 m | 4:45,90 |
| 12.  | Ryszard Katus         | 7616 (7568)   | 11,06 s | 7,04 m | 13,48 m | 1,84 m | 49,87 s | 14,51 s | 42,28 m | 4,50 m | 57,54 m | 4:47,00 |
| 13.  | Luděk Pernica         | 7602 · (7535) | 11,40 s | 6,97 m | 13,58 m | 1,94 m | 50,37 s | 15,07 s | 40,22 m | 4,40 m | 55,26 m | 4:22,30 |
| 14.  | Philippe Bobin        | 7580 (7532)   | 11,07 s | 7,14 m | 14,12 m | 1,91 m | 49,79 s | 14,96 s | 39,84 m | 4,90 m | 50,74 m | 4:59,65 |
| 15.  | Fred Samara           | 7504 (7430)   | 10,85 s | 7,08 m | 13,00 m | 1,84 m | 50,07 s | 14,87 s | 40,54 m | 4,30 m | 53,60 m | 4:40,21 |
| 16.  | Georg Werthner        | 7493 (7443)   | 11,31 s | 7,14 m | 13,49 m | 1,88 m | 50,08 s | 15,26 s | 35,58 m | 4,10 m | 64,08 m | 4:27,43 |
| 17.  | Gilles Gémise-Fareau  | 7486 (7423)   | 11,15 s | 6,74 m | 12,10 m | 1,94 m | 50,09 s | 14,89 s | 40,12 m | 4,60 m | 52,04 m | 4:31,81 |
| 18.  | Daley Thompson        | 7434 (7430)   | 10,79 s | 7,19 m | 13,10 m | 1,91 m | 48,15 s | 15,98 s | 36,36 m | 4,20 m | 45,18 m | 4:29,55 |
| 19.  | Roger Lespagnard      | 7322 (7221)   | 11,21 s | 6,93 m | 13,24 m | 1,94 m | 48,99 s | 15,67 s | 38,64 m | 4,20 m | 46,40 m | 4:36,67 |
| 20.  | Runald Beckman        | 7319 (7229)   | 11,02 s | 6,95 m | 13,54 m | 1,88 m | 50,66 s | 15,62 s | 42,40 m | 4,00 m | 58,14 m | 4:57,28 |
| 21.  | Eberhard Stroot       | 7063 (7202)   | 10,75 s | 7,38 m | 13,48 m | 1,88 m | 47,61 s | 15,23 s | 30,82 m | NM     | 65,10 m | 4:27,48 |
| 22.  | Tito Steiner          | 7052 (6942)   | 11,37 s | 6,73 m | 13,85 m | 1,84 m | 50,30 s | 15,82 s | 40,26 m | 3,80 m | 49,74 m | 4:43,16 |
| 23.  | Fred Dixon            | 6754 (6808)   | 10,94 s | 6,91 m | 14,44 m | 2,03 m | 48,38 s | 18,11 s | 45,82 m | NM     | 55,96 m | 4:38,49 |
| –    | Sepp Zeilbauer        | DNF           | 11,08 s | 7,27 m | 14,91 m | 2,03 m | 48,94 s | 14,87 s | 44,26 m | NM     | DNS     | –       |
| –    | Régis Ghesquière      | DNF           | 11,59 s | 6,99 m | 14,15 m | 1,91 m | 50,32 s | 15,69 s | 40,64 m | DNS    | –       | –       |
| –    | Elías Sveinsson       | DNF           | 11,61 s | 6,37 m | 13,94 m | 1,94 m | 51,77 s | 16,19 s | 41,98 m | DNS    | –       | –       |
| –    | Eltjo Schutter        | DNF           | 11,17 s | 7,12 m | 11,74 m | 1,80 m | 2:20,23 | DNS     | –       | –      | –       | –       |
| –    | Heikki Leppänen       | DNF           | 11,71 s | 6,48 m | DNS     | –      | –       | –       | –       | –      | –       | –       |
| –    | Mike Corden           | DNS           |         |        |         |        |         |         |         |        |         |         |
| –    | Yves Le Roy           | DNS           |         |        |         |        |         |         |         |        |         |         |